# Welbsleben

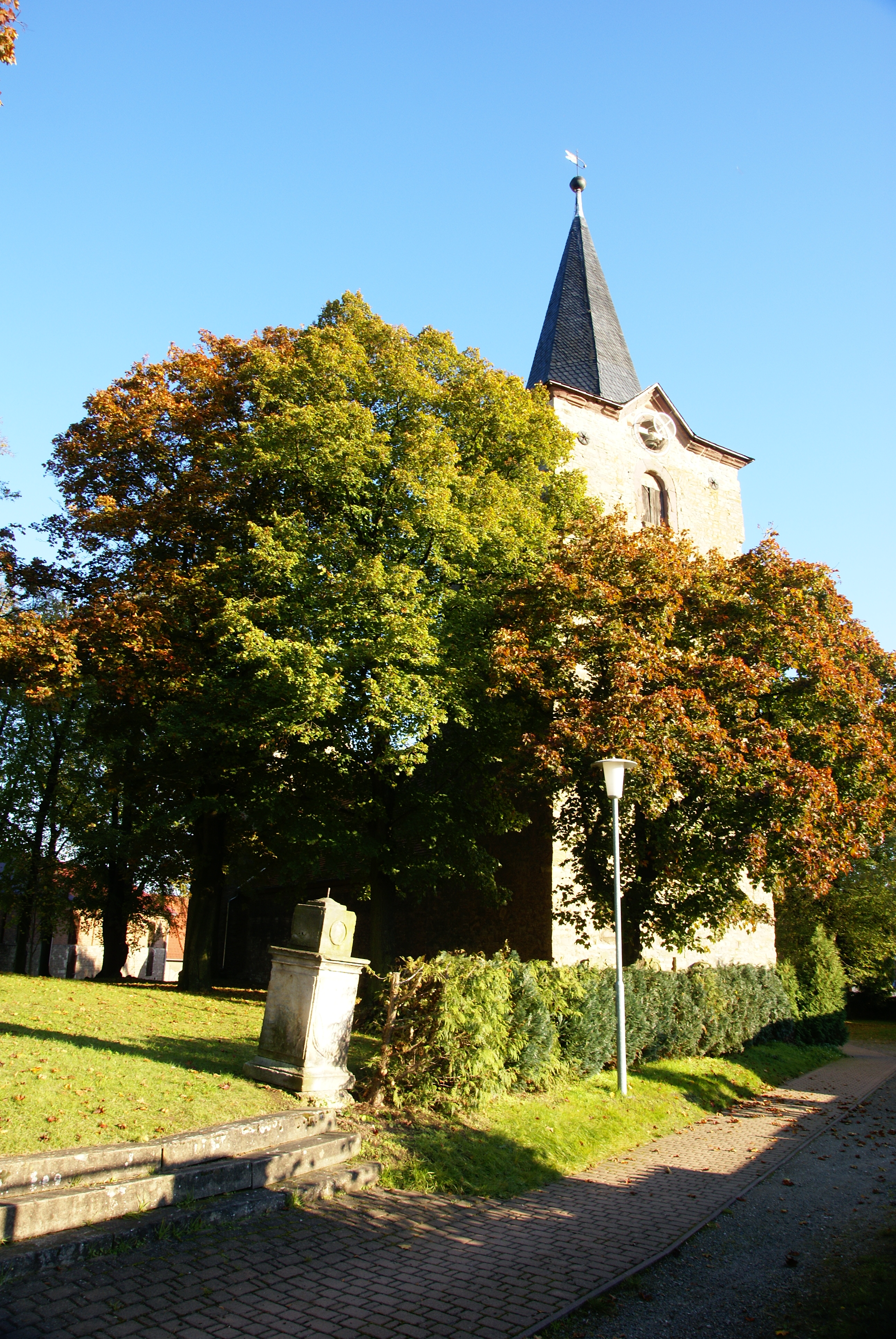
Die Dorfkirche von Welbsleben

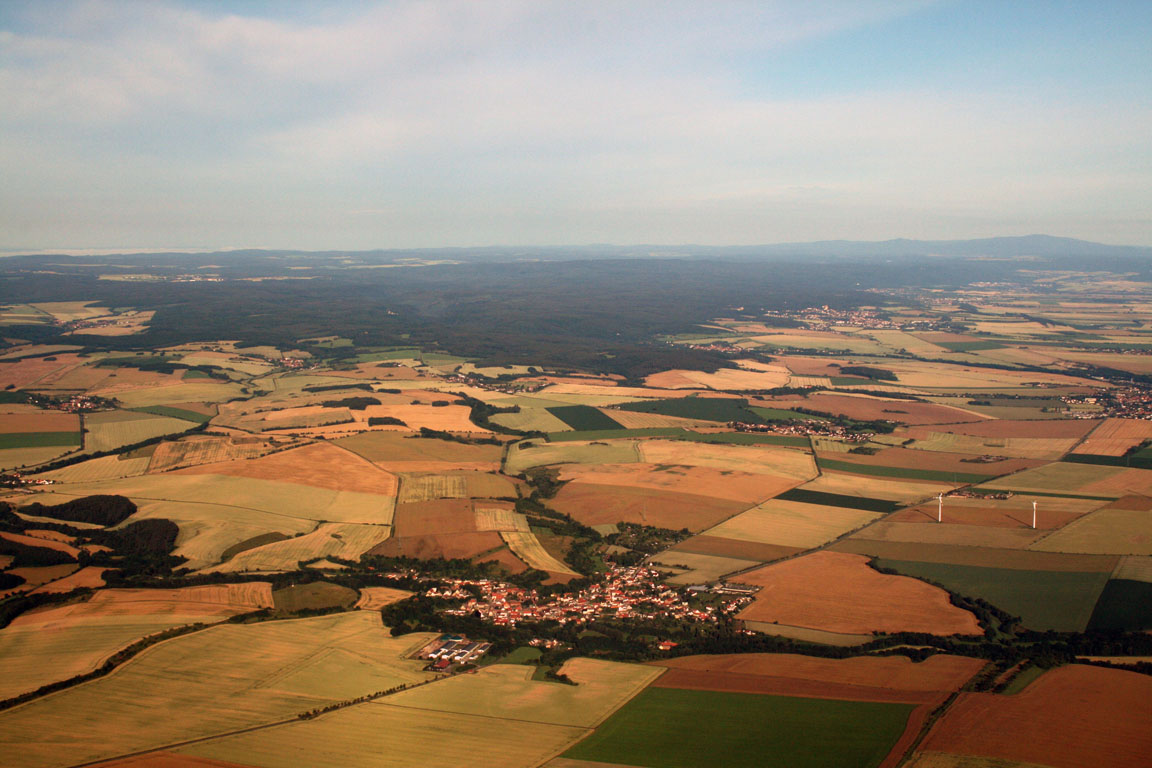
Luftaufnahme von Welbsleben

Welbsleben ist ein Ortsteil der Stadt Arnstein im Landkreis Mansfeld-Südharz in Sachsen-Anhalt.

## Geografie
Welbsleben liegt am östlichen Harzrand ca. 7 km südlich von Aschersleben im Tal der Eine.

## Geschichte
Bronzezeitliche Spuren finden sich im Depot von Welbsleben.
Das heutige Welbsleben hieß in der Vergangenheit Niederwelbsleben. Im Westen lag das heute wüste Oberwelbsleben. 964 wurde ein Welbsleben als Welpsleve erstmals urkundlich erwähnt in einem Stiftungsbrief des Markgrafen Gero an das Kloster Gernrode, dem unter anderem dort 3 Hufen geschenkt wurden. Am 26. Juli 1073 bestätigte König Heinrich IV die Schenkungen seines Vaters an die Kirche von Ballenstedt, darunter auch 3 Hufen in Welbsleben. Papst Alexander III. nahm das Kloster Hagenrode mit seinen Gütern, darunter auch 4 Hufen in einem der Welbsleben (genannt Welpesleve), am 24. Mai 1179 in seinen Schutz.
Am 8. Januar 1200 bestätigte Abt Heithenrich vom Kloster Nienburg die Besitzungen des Klosters Hagenrode in einem der Welbsleben (wieder genannt Welpesleve). Papst Innozenz III. nahm am 5. Februar 1205 das Kloster Nienburg in seinen Schutz und bestätigte unter anderem dessen Besitz von 10 Hufen in Welbsleben (wieder genannt Welpesleve). Zwei Jahre später, am 9. August 1207 nahm er auch das Kloster Gernrode in seinen Schutz und bestätigte erneut unter anderem dessen Besitz von 3 Hufen in Welbsleben. Auch Papst Gregor IX. nahm das Kloster Gernrode am 12. Juni 1227 in seinen Schutz und bestätigte abermals seinen Besitz, darunter wieder die 3 Hufen aus Welbsleben. Heinricus plebanus war in Welbsleben um 1241 Zeuge einer Schenkung des Grafen Walther von Arnstein an das Hospital in Hettstedt. Bernard III. von Anhalt belehnte am 11. April 1332 Hans Kegel mit 6 Hufen zu Kelyngvelde, zwei Hufen zu Niederwelbsleben (genannt Neder-Welsleve) und einem Hof zu Oberwelbsleben (genannt Over-Welpsleve).
Am 2. November 1357 beauftragte Domdekan Burchard von Aschersleben den Pfarrer von Niederwelbsleben, genannt inferiori Welpsleue, den von der Äbtissin von Quedlinburg für das Pfarramt in Hettstedt vorgeschlagenen Dietrich von Uslar in Besitz zu setzen. Am 13. Juni 1387 wurde Niederwelbsleben zusammen mit umliegenden Ortschaften aus der Herrschaft Arnstein durch die Grafen von Regenstein an die Grafen von Mansfeld verkauft.
Am 1. Januar 2010 schlossen sich die bis dahin selbstständigen Gemeinden Welbsleben, Alterode, Bräunrode, Greifenhagen, Harkerode, Quenstedt, Stangerode, Sylda und Ulzigerode sowie die Stadt Sandersleben (Anhalt) zur neuen Stadt Arnstein zusammen. Die Verwaltungsgemeinschaft Wipper-Eine, zu der Welbsleben gehörte, wurde aufgelöst.

## Gedenkstätten
Auf dem Ortsfriedhof erinnert ein Sammelgrab an 13 (nach anderen Angaben sieben) KZ-Häftlinge, die im April 1945 bei einem Todesmarsch aus dem Außenlager Langenstein-Zwieberge des KZ Buchenwald von SS-Männern ermordet wurden.

## Wappen
Blasonierung: „In Gold ein schwarzer Esel vor einer grünen bewurzelten Linde.“
Das Wappen wurde 1994 vom Magdeburger Kommunalheraldiker Jörg Mantzsch gestaltet.

## Wirtschaft und Infrastruktur
Wirtschaftliche Grundlage der Gemeinde ist die Land- und Forstwirtschaft. Außerdem gibt es eine große Geflügel- und eine Putenfarm. 
Neben kleinen Gewerbebetrieben befinden sich eine Apotheke und ein Friseur im Ort. Es gibt ein Ärztehaus mit zwei Allgemeinmedizinern. 
Im Ort findet man die Kita zum lustigen Eselchen, den Kinderhort und die Grundschule Einetal Vorharz.

### Verkehr
Zur Bundesstraße 6, die Halle (Saale) mit Wernigerode verbindet, sind es in nördlicher Richtung ca. 7 km.

## Persönlichkeiten
- Andreas Gottlieb Hoffmann (* 13. April 1796 in Welbsleben; † 16. März 1864 in Jena), protestantischer Theologe, Orientalist und Hochschullehrer